# Bahnhof Neufahrn (Niederbay)
Der Bahnhof Neufahrn (Niederbay) ist der einzige Bahnhof auf dem Gebiet der Gemeinde Neufahrn in Niederbayern im Landkreis Landshut. Er liegt im Süden des Ortes an den Bahnstrecken München–Regensburg und Neufahrn–Radldorf. Nach der Inbetriebnahme 1859 war er zunächst ein Zwischenbahnhof an der Strecke von Landshut über Geiselhöring nach Regensburg. Durch die Inbetriebnahme der Strecke von Neufahrn über Eggmühl nach Obertraubling wurde er 1873 zum Trennungsbahnhof.

## Lage
Der Bahnhof Neufahrn (Niederbay) liegt bei Streckenkilometer 99,22 an der zweigleisigen, elektrifizierten Hauptbahn München–Regensburg (Streckennummer 5500). Im Norden des Bahnhofs zweigt die eingleisige, nicht elektrifizierte Nebenbahn Neufahrn–Radldorf (Streckennummer 5630) ab, die in Neufahrn bei Streckenkilometer 0,00 beginnt. Der Bahnhof umfasst vier Gleise, davon drei Bahnsteiggleise. Dabei bilden die beiden westlichen Gleise, die jeweils eine Bahnsteigkante besitzen, die durchgehenden Hauptgleise.
Der Bahnhof liegt in Nord-Süd-Richtung auf der linken Talseite im Talboden des auch Goldbach genannten Ergoldsbacher Baches. Er befindet sich an der Bahnhofstraße, rund 500 Meter südlich des Ortszentrums von Neufahrn. Das ehemalige Empfangsgebäude hat die Adresse Bahnhofstraße 7. Auf der Westseite werden die Bahnanlagen durch die Bahnhofstraße und das Werksgelände der Firma Erlus begrenzt. Östlich der sich in Betrieb befindlichen Gleisanlagen liegt ehemaliges Bahngelände brach; dieses Areal wird im Osten durch den Weg an den Bahnlinie und den auch Goldbach begrenzt. Im Süden beginnt der Bahnhofsbereich etwa auf der Höhe des Bahnübergangs Salzburgweg, im Norden etwa an der Eisenbahnbrücke über den Goldbach.

## Geschichte
Die Actiengesellschaft der bayerischen Ostbahnen nahmen den Bahnhof Neufahrn am 12. Dezember 1859 als Zwischenbahnhof des Abschnitts Landshut–Regensburg der damaligen Bahnstrecke München–Geiselhöring–Regensburg in Betrieb. Der Stationsname erhielt zur Unterscheidung vom an der gleichen Strecke liegenden Bahnhof Neufahrn (b Freising) den Zusatz bei Ergoldsbach. Im Sommer 1870 begannen die Bauarbeiten für die Strecke Neufahrn–Eggmühl–Obertraubling, welche die Strecke zwischen Landshut und Regensburg erheblich verkürzen sollte. Mit deren Eröffnung am 6. August 1873 wurde Neufahrn zum Trennungsbahnhof. Aufgrund der nunmehrigen Bedeutung als Eisenbahnknoten erhielt der Bahnhof 1873 sein repräsentatives dreiteiliges Empfangsgebäude, das bis heute erhalten ist.
In den 1920er Jahren wurde die Bahnstrecke München–Regensburg elektrifiziert. Der elektrische Betrieb zwischen Landshut und Neufahrn wurde am 1. Oktober 1926 aufgenommen, zwischen Neufahrn und Regensburg am 10. Mai 1927. Am 30. November 1989 ging in Neufahrn das erste elektronische Stellwerk vom Typ L90 der SEL AG in Betrieb. Nachdem sich der Prototyp bewährt hatte, startete im Jahr 1990 der Vollbetrieb. Am 24. April 2004 wurde ein neues elektronisches Stellwerk in Betrieb genommen, das aus der Betriebszentrale München ferngesteuert wird.
Am 11. Oktober 2019 kam es im Empfangsgebäude zu einem Schwelbrand an der Fehlboden-Zwischendecke im zweiten Obergeschoss. Durch das schnelle Eingreifen der umliegenden Feuerwehren konnte ein größerer Brand verhindert werden. Zu dieser Zeit wurde das Bahnhofsgebäude umgebaut; dort sollten mehrere Wohnungen entstehen.

## Infrastruktur
Der Bahnhof verfügt über drei Bahnsteiggleise, die am Hausbahnsteig (Gleis 1) und einem Inselbahnsteig (Gleise 2 und 3) liegen. Das vierte Gleis dient nicht dem Personenverkehr. Beide Bahnsteige sind 274 Meter lang; die Bahnsteigkanten liegen 55 Zentimeter über der Schienenoberkante. Der Inselbahnsteig ist über eine Fußgängerunterführung angebunden. Wegen fehlender Aufzüge ist der Bahnhof bislang nicht barrierefrei. Er verfügt über digitale Anzeigen. Das Empfangsgebäude ist bis heute erhalten, jedoch für Fahrgäste nicht mehr zugänglich.
| Gleis | Nutzbare Länge | Bahnsteighöhe | Nutzung                                       |
| ----- | -------------- | ------------- | --------------------------------------------- |
| 1     | 274 m          | 55 cm         | Züge in Richtung Landshut/München             |
| 2     | 274 m          | 55 cm         | Züge in Richtung Regensburg                   |
| 3     | 274 m          | 55 cm         | Regionalbahnen in Richtung Radldorf/Straubing |

Am Bahnhof Neufahrn (Niederbay) befindet sich ein elektronisches Stellwerk (ESTW-A), das aus der Betriebszentrale München ferngesteuert wird.

## Verkehr
Der Bahnhof Neufahrn (Niederbay) wird von verschiedenen Zügen des Regionalverkehrs bedient. Es halten nahezu alle Züge des alex, der seit 2007 im Zwei-Stunden-Takt zwischen München und Regensburg (und weiter über Schwandorf nach Hof bzw. Prag) verkehrt. Außerdem verkehren im Zwei-Stunden-Takt Züge der Regional-Express-Linie München–Landshut–Regensburg–Nürnberg der DB Regio. Seit 2018 hält außerdem im Stundentakt der Flughafenexpress der DB Regio von Regensburg zum Flughafen München. Schließlich ist Neufahrn Endpunkt der Regionalbahn Neufahrn–Straubing–Bogen der Gäubodenbahn, die im Stundentakt verkehrt.
| Linie                    | Linienverlauf | Taktfrequenz                                                                 |
| ------------------------ | --- | ---------------------------------------------------------------------------- |
| RE2                      | München Hbf – Freising – Landshut (Bay) Hbf – Neufahrn (Niederbay) – Regensburg Hbf – Schwandorf – Weiden (Oberpf) – Hof Hbf                     | 2-Stunden-Takt (Überlagerung mit RE 25 zum Stundentakt München – Schwandorf) |
| RE22                     | Flughafenexpress: Flughafen München – Freising – Landshut (Bay) Hbf – Neufahrn (Niederbay) – Regensburg Hbf (– Neumarkt (Oberpf) – Nürnberg Hbf) | Stundentakt (alle zwei Stunden von/nach Nürnberg)                            |
| RE25                     | München Hbf – Freising – Landshut (Bay) Hbf – Neufahrn (Niederbay) – Regensburg Hbf – Schwandorf – Furth im Wald – Praha/Prag                    | 2-Stunden-Takt (Überlagerung mit RE 2 zum Stundentakt München – Schwandorf)  |
| RB23                     | Gäubodenbahn: Neufahrn (Niederbay) – Radldorf – Straubing – Bogen                                                                                | Stundentakt                                                                  |
| Stand: 15. Dezember 2024 | |                                                                              |